# Шарптаун (Меріленд)
Шарптаун (англ. Sharptown) — місто (англ. town) в США, в окрузі Вікоміко штату Меріленд. Населення — 691 особа (2020).

## Географія
Шарптаун розташований за координатами 38°32′18″ пн. ш. 75°43′9″ зх. д. / 38.53833° пн. ш. 75.71917° зх. д. (38.538327, -75.719221).  За даними Бюро перепису населення США в 2010 році місто мало площу 1,20 км², з яких 1,07 км² — суходіл та 0,13 км² — водойми. В 2017 році площа становила 1,09 км², уся площа — суходіл.

## Демографія
Згідно з переписом 2010 року, у місті мешкала 651 особа в 251 домогосподарстві у складі 176 родин. Густота населення становила 541 особа/км².  Було 290 помешкань (241/км²).
Расовий склад населення:
| - 92,6 % — білих - 5,1 % — чорних або афроамериканців - 0,5 % — азіатів |

До двох чи більше рас належало 1,8 %. Частка іспаномовних становила 2,2 % від усіх жителів.
За віковим діапазоном населення розподілялося таким чином: 26,1 % — особи молодші 18 років, 59,2 % — особи у віці 18—64 років, 14,7 % — особи у віці 65 років та старші. Медіана віку мешканця становила 39,2 року. На 100 осіб жіночої статі у місті припадало 86,5 чоловіків;  на 100 жінок у віці від 18 років та старших — 82,2 чоловіків також старших 18 років.
Середній дохід на одне домашнє господарство  становив 73 330 доларів США (медіана — 56 250), а середній дохід на одну сім'ю — 78 799 доларів (медіана — 57 639). Медіана доходів становила 44 063 долари для чоловіків та 39 886 доларів для жінок. За межею бідності перебувало 17,0 % осіб, у тому числі 31,0 % дітей у віці до 18 років та 3,3 % осіб у віці 65 років та старших.
Цивільне працевлаштоване населення становило 500 осіб. Основні галузі зайнятості: освіта, охорона здоров'я та соціальна допомога — 28,4 %, будівництво — 15,8 %, роздрібна торгівля — 13,8 %.